# Odontomyia carinata
Odontomyia carinata är en tvåvingeart som beskrevs av Macquart 1846. Odontomyia carinata ingår i släktet Odontomyia och familjen vapenflugor. Inga underarter finns listade i Catalogue of Life.